# 1262 Sniadeckia
1262 Sniadeckia este un asteroid din centura principală, descoperit pe 23 martie 1933, de Sylvain Arend.